# Semiothisa albiapicata
Semiothisa albiapicata là một loài bướm đêm trong họ Geometridae.